# Ноемберян
Ноемберян (на арменски: Նոյեմբերյան) е град, разположен в провинция Тавуш, Армения. Населението му през 2011 година е 5310 души.

## Население
- 1990 – 6116 души
- 2001 – 5156 души
- 2009 – 5494 души
- 2011 – 5310 души